# Jean-Jacques Beauvarlet-Charpentier

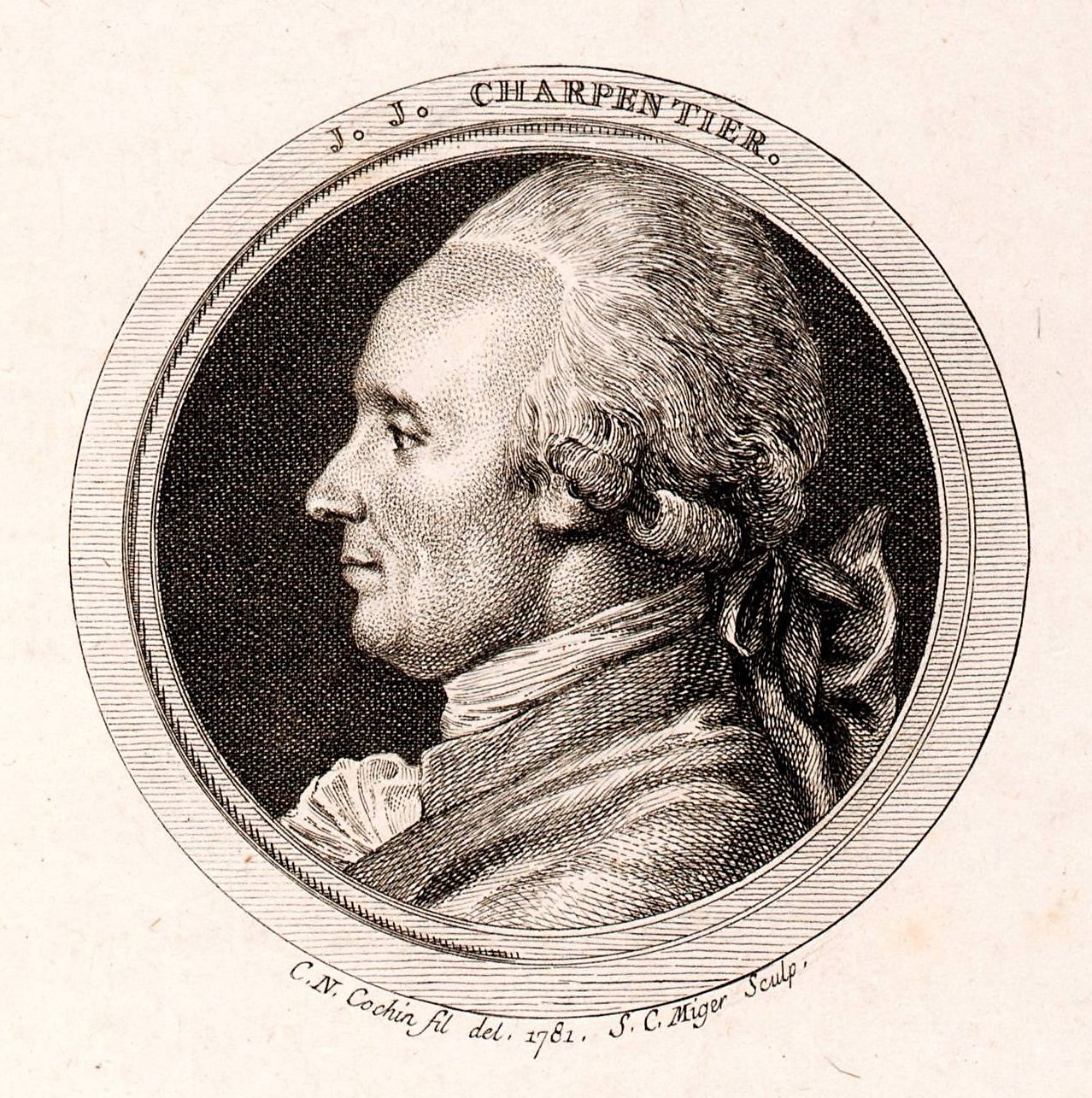
J. J. Charpentier (1781)

Jean-Jacques Beauvarlet-Charpentier (geboren 28. Juni 1734 in Abbeville; gestorben 6. Mai 1794 in Paris) war ein französischer Organist und Komponist. Sein Geburtsname war Beauvarlet, er veröffentlichte seine Werke unter dem Namen Charpentier.

## Biografie
Jean-Jacques Beauvarlet war Organist an Saint-Paul de Lyon. Er war Mitglied der Akademie der Schönen Künste von Lyon (Académie des Beaux Arts de Lyon, heute die École des beaux-arts). Er war auch Organist an Pariser Kirchen. An St-Paul trat er die Nachfolge von Louis-Claude Daquin an. Er war auch Organist der Chapelle Saint-Eloi des Orfèvres, bis zur Revolution, und der Notre-Dame (par quartier).
Über sein Ableben wird folgendes berichtet: En 1793, la fermeture des églises et la suppression des orgues de Saint-Victor et de Saint-Paul, lui causa une telle émotion qu’il mourut le 6 mai 1794. [„Die Schliessung der Kirchen und die Beseitigung der Orgeln von Saint-Victor und Saint-Paul im Jahre 1793 wühlte ihn so stark auf, dass er am 6. Mai 1794 verstarb.“]
Sein Sohn Jacques-Marie (1766–1834) war ebenfalls Organist und Komponist, Bernard Viguerie (1761–1819) einer seiner Schüler.

## Werke
Beauvarlet-Charpentier komponierte zahlreiche Stücke für Orgel, Sonaten für Tasteninstrumente und Violine, Messen und andere geistliche Chorwerke. Im Folgenden eine kleine Auswahl seiner Werke:
Journal d’orgue
- Journal d’orgue à l’usage des paroisses et communautés religieuses, contenant messes, hymnes, magnificats et autres hymnes pour toutes les fêtes de l’année (1784/1785)

1 Messe en mi mineur
2 Six fugues
3 Deux Magnificat, le premier en sol mineur, le second en sol majeur (1784)
4 Messe en ré mineur
5 Quatre hymnes (1784)
6 Messe Royale de Dumont en ré mineur
7 Quatre hymnes : Opus perigisti, Hymne pour le jour de l’Ascension – Veni Creator, Hymne pour le jour de la Pentecôte – Pange lingua, Hymne pour le jour de la Fête-Dieu – Hymne pour la Dédicace de l’Église.
8 Plusieurs proses pour les principales fêtes de l’année.
9 Deux Magnificat, le 1er en Fa majeur du 6e ton, le 2e en Ré majeur du 7e, avec un Carillon des Morts «pour le Gloria Patri au Magnificat de la Toussaint»
10 Messe en sol mineur
11 Deux Magnificat, le 1er en sol majeur (8e ton), le 2e en ré mineur (1er ton) où l’on trouvera des noëls variés.
12 Trois hymnes : pour le jour de S. Jean-Baptiste – pour l’Assomption – pour l’Avent (Conditor) (avec Grands Chœurs pour les rentrées de procession, les jours de grande fête).
weitere (Auswahl)
- 1er livre de pièces de clavecin, 1770
- 12 Noëls (Klangbeispiel)
- 3 Magnificat pour orgue

## Einspielungen (Auswahl)
- Jean-Jacques Beauvarlet-Charpentier, œuvres pour orgue. Marina Tchebourkina aux grandes orgues historiques de l’Abbatiale Sainte-Croix de Bordeaux. CD I–II. Natives, Paris 2007, EAN 3760075340087.